# Punkt Kontroli Przejazdu
Punkt Kontroli Przejazdu – punkt na trasie rajdu, gdzie sprawdzany jest fakt przejazdu zawodnika (w przeciwieństwie do Punktu Kontroli Czasu nie jest istotny dokładny czas wjazdu na PKP).
PKP-y mogą być jawne (uzwzględnione w karcie drogowej i opisie trasy) bądź tajne (o których nie wiadomo z góry).
Brak wpisu/pieczątki z Punktu Kontroli Przejazdu skutkuje zwykle wykluczeniem z rajdu.